# 札幌・横浜・名古屋・雄琴・博多 トルコ渡り鳥
『札幌・横浜・名古屋・雄琴・博多 トルコ渡り鳥』（さっぽろよこはまなごやおごとはかたとるこわたりどり）は、1975年に東映京都撮影所が製作、東映が配給した日本映画。芹明香主演（初主演）、監督・関本郁夫。公開時は成人映画であったが、2022年今日の区分ではR15+となっている。
封切り前日1975年5月13日付けサンケイスポーツの広告には、本作のタイトルは『札幌 横浜 雄琴 博多 トルコ渡り鳥』と書かれている。東映ビデオは、本作DVDの発売にあたり「名古屋」を外して『札幌・横浜・雄琴・博多 トルコ渡り鳥』と改題して発売しており、本来のタイトルは『札幌・横浜・雄琴・博多 トルコ渡り鳥』が正しいものと考えられる。映連のサイトなどで何故、名古屋を加えた『札幌・横浜・名古屋・雄琴・博多 トルコ渡り鳥』があるのかは不明で、実際は混在してる。
尼僧・スッチー・女学生・看護婦などのコスプレを施した本物のトルコ嬢（ソープランド嬢）たちのサービスを紹介し、彼女たちのテクニックから人生観までを描き出すロードムービー風ポルノ。当時トルコ風呂は上り調子の風俗産業だった。

## キャスト
- 三浦ひろみ：芹明香
- 渡辺利夫：東龍明
- ナレーション：山城新伍

## スタッフ
- 監督：関本郁夫
- 脚本：猪又憲吾・関本郁夫
- 企画：佐藤雅夫・奈村協
- 撮影：中島徹
- 照明：若木得二
- 録音：格畑学
- 音楽：荒木一郎
- 編集：神田忠男
- 助監督：斎藤一重

## 製作

### 企画
企画は東映プロデューサー・吉田達。東映は1969年から1973年までに「セックスドキュメントシリーズ」を計7本製作したが、シリーズ4作目の『セックスドキュメント トルコの女王』がヒットしたため、同作のプロデューサー・吉田が、シリーズのスピンオフとして、トルコ嬢の生態を探るというプロットで打ち出した"新トルコ・シリーズ"の一本。シリーズ2作目の『驚異のドキュメント 日本浴湯物語』と3作目の『セックスドキュメント 性倒錯の世界』に助監督として就いていた東映の社員監督・関本郁夫が「トルコ嬢のドキュメントをやれ」という会社からの発注を受け、本作が製作された。岡田茂東映社長が1975年2月19日に東映本社で行われた記者会見で、1975年のゴールデンウィーク以降の製作企画作品を発表した際の本作のタイトルは『日本列島トルコ風呂』、または『日本列島75トルコ渡り鳥』だった。また映画撮影中の1975年3月時点でも題名は『日本列島75トルコ渡り鳥』で、「セックスドキュメントシリーズ」っぽいタイトルだった。このため本作も「セックスドキュメントシリーズ」に入れられることがある。ドラマ志向の関本が会社の意向を無視し、芹明香扮するトルコ嬢ととヒモを演じる東龍明の2人が全国を渡り歩く物語の中にドキュメントを突っ込むという発想をした。本作は500万円の低予算で製作された「東映ニューポルノ」の一本ではなく、ある程度の予算を与えられた番線映画（メイン作）である。東映京都撮影所の隣のスタジオでは、ニューポルノの牧口雄二監督『玉割り人ゆき』が撮影されていた。

### キャスティング&撮影
吉田プロデューサーは、主演女優を一般公募し、その条件は「トルコ嬢経験者に限る。22歳まで」という前代未聞の条件付きで募集したが応募は0で、役者がやることになった。吉田は「シリーズ第1作は、下北半島から上京した初々しい女の子が、トルコで働くようになり、小さなトルコ風呂屋の経営者になる女一代出世譚。主役イメージはソフィア・ローレンにような大柄で陽気な女性。シリーズ2作目はタイチエンマイ出身のトルコ嬢を3人連れて来て作りたい」などと構想を述べていた。撮影中の新聞記事に、「芹明香初主演による異色ポルノで、北は北海道・薄野から南は九州・指宿に至るまでのトルコの穴場を渡り歩く一組の男と女を軸にドキュメンタリータッチで描く作品」と紹介されている。
主役の芹明香は荒木一郎の事務所・現代企画にいた女優で、荒木は東映に女優を供給した東映ポルノの推進者の一人。本作撮影当時は日活ロマンポルノで活躍中だったが、関本が実力のある女優と評価していたことからの抜擢。芹は初主演にあたり、トルコ嬢に話を聞いて役作りを行った。商売道具の一つであるアンダーヘアをヒモに線香花火で一本一本焼いてもらうシーンで、熱いのとくすぐったいのでNGを連発した。このヒモを演じるのは東龍明で、監督の関本は「東はパントマイム出身で、映画に関してはズブの素人。あるプロダクションの社長兼タレントなんですよ。僕に怒鳴られ、しごかれても、大変僕のことを理解してくれました」などと述べている。関本が参考として林征二原作の『ひも』を読み、奈村協プロデューサーと協議し『特出しの女王』という企画案を会社に提出した。本作の北海道札幌ロケにあたり、青森のストリップ劇場にいた林に会いにいった。このため青森ロケも行っている。関本は林に会い、映画化権を取ったのに会社からまだ実績がないという理由で、監督を降ろされ、タイトルは『喜劇 特出しヒモ天国』に変更され、森﨑東監督で同時期京都で撮影されたという。本作の画調に津軽の風土を挿入していると話している。

## 宣伝

### キャッチコピー
併映の『玉割り人ゆき』と併せ、「誰にも聞けぬ廓・トルコの話」と銘打ち、本作のキャッチコピーは「芹明香、度胸の全裸で全国各地、衝撃トルコめぐり 大車輪・出張トルコ・風俗トルコ・ブラック&ホワイトetc 強烈トルコ・ハイテクニック日本縦断！」であった。

## 影響
吉田達プロデューサーはシリーズ2作目の構想を述べていたが、この後の東映プログラムでトルコ嬢を扱ったのは1977年2月11日公開の『大奥浮世風呂』までなく、間が空きすぎ、企画も吉田ではないため、"新トルコ・シリーズ"は本作1本のみと見られる。監督の関本は本作が東映上層部に高く評価され、この年10月14日公開の『好色元禄㊙物語』の監督に抜擢された。

## 作品の評価
フィルムが現存しないとされていたが、東映ビデオから『札幌・横浜・雄琴・博多 トルコ渡り鳥』と改題されたDVDが発売されている。また、主演の芹明香の2010年代からの再評価があり、芹の特集上映が名画座などでよく行われ、代表作でもある本作も上映される。春日太一は「映画興行を支えてきたヤクザ映画路線に動員に陰りが見られた時代の東映が『なんでもあり』というヤケクソ気味のカオス状態から生まれた作品で、教育系ドキュメンタリー的映画を思わす作り」などと評価している。

## 同時上映
『玉割り人ゆき』
- 主演：潤ますみ主演／監督：牧口雄二

『恐喝のテクニック 肉地獄』
- 主演：白川みどり主演／監督：依田智臣[6]

※先述した1975年2月19日の1975年のゴールデンウィーク以降の製作発表では、本作との併映は『ホステス色ごよみ相姦関係』と発表されていた。『玉割り人ゆき』とは内容がかけ離れているため『ホステス色ごよみ相姦関係』が『恐喝のテクニック 肉地獄』になったのかもしれない。牧口監督は「封切館三本立ての一本として上映された」と話している。1975年4月26日公開の『県警対組織暴力』が都内と神奈川県の8館で続映され、丸の内東映、上野宝塚、歌舞伎町東映の三館が『県警対組織暴力』と『華麗なる追跡』の二本立ての続映で本作を含む3本は公開されず、新宿東映、渋谷東映、浅草東映、蒲田東映、川崎東映の5館は『県警対組織暴力』『トルコ渡り鳥』『玉割り人ゆき』の三本立て。